# Magnicidi
El magnicidi és l'assassinat d'una figura pública amb poder o influència, com ara el governant d'un país, un alt càrrec religiós, un líder d'un moviment social. La víctima s'escull pel seu càrrec o ideologia i amb la intenció és canviar el curs dels esdeveniments històrics.
La figura del magnicidi ha estat històricament la més castigada pels diferents Estats. Es pot tractar com un agreujant d'assassinat o com un tipus propi de crim. En general, però, cal que es produeixi la mort d'una o més persones determinades en la seva funció de càrrec i que es reuneixin els tipus d'assassinat o d'homicidi al delicte.

## Magnicides
La figura del magnicida ha rebut històricament les condemnes més greu arreu del món al llarg de la història criminal.
El magnicida no té un perfil únic. L'assassí de l'arxiduc Francesc Ferran d'Àustria a Sarajevo era un patriota serbi. L'assassí de Trotski era un agent estalinista. Els assassins de Yitshaq Rabbín i Ànwar el-Sadat eren fanàtics religiosos. «L'únic tret comú a tots ells és el fet que estan seturs de compir amb una missió els beneficis de la qual justifiquen el sacrifici.»
Ghandi, que tenia una percepció realista del perill a morir violentament, va aportar una reflexió sobre la naturalesa de l'assassí:
És fàcil disparar, llençar una bomba contra un home a la foscor, però és difícil posar-se al davant seu de dia i desafiar-lo. Un pot estar disposat a fer servir secretament la violència contra un home que té poder, però atemorir-se en la seva presència. La violència pot exigir cert valor físic, però no té valor moral. I pot implicar que un pot témer el seu adversari, però no la mort mateixa.
Per a mi, en canvi, la no violència requereix molt més valor que l'ús de l'espasa. 

## Magnicidis destacats
Alguns dels magnicidis més coneguts són (per ordre cronològic):

### S.V aC
- Xerxes I de Pèrsia, rei de Pèrsia

### S. I aC
- Juli Cèsar, dictador romà

### S. XI
- Sanç II de Castella "el Fort", rei de la corona de Castella (1072)
- Sanç IV de Pamplona "el de Peñalen", rei de la corona de Navarra (1076)

### s. XIV
- Pere I de Castella "el Cruel", rei de la corona de Castella (1369)

### S. XVI
- Atahualpa, emperador inca

### S. XVII
- Carles I d'Anglaterra i d'Escòcia, rei d'Anglaterra i Escòcia
- Pau Claris i Casademunt, president de la Generalitat de Catalunya

### S. XVIII
- Lluís XVI de França i la seva esposa

### S. XIX
- Abraham Lincoln, president dels Estats Units
- Joan Prim i Prats, president del Consell de Ministres d'Espanya
- Antonio Cánovas del Castillo, president del Govern espanyol

### S. XX
- William McKinley, president dels Estats Units (1912)
- Carles I de Portugal, rei de Portugal
- Lluís Felip de Bragança, príncep hereu de Portugal
- Francesc Ferran d'Àustria, arxiduc d'Àustria
- José Canalejas y Méndez, president del Govern espanyol (1912)
- Nicolau II de Rússia i família (1917)
- José Calvo Sotelo, polític conservador espanyol
- Lev Trotski, líder de la revolució russa (1940)
- Lluís Companys i Jover, president de la Generalitat de Catalunya
- Benito Mussolini dictador italià (1945)
- Mohandas Gandhi, pacifista indi (1948)
- Patrice Lumumba polític congolès (1961)
- Rafael Leónidas Trujillo, dictador de República Dominicana (1961)
- John Fitzgerald Kennedy, president dels Estats Units (1963)
- Malcolm X, activista antiracista
- Martin Luther King, activista antiracista (1967)
- Luis Carrero Blanco, president del Govern d'Espanya (1974)
- Aldo Moro, polític italià
- Indira Gandhi, primera ministra de l'Índia (1984)
- Olof Palme, primer ministre de Suècia (1986)
- Yitshaq Rabbín, primer ministre d'Israel (1995)

### S. XXI
- Benazir Bhutto, política pakistanesa (2007)
- Osama Bin Laden terrorista de Al-Qaida (2011)
- Jovenel Moïse, president d'Haití (2021)
- Shinzō Abe, ex primer ministre japonès (2022)